# Horologion

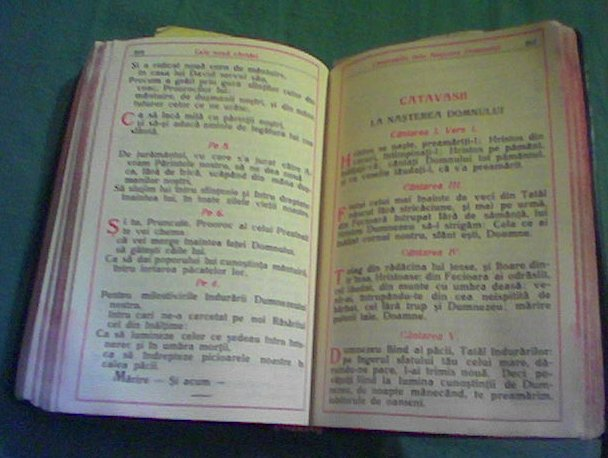
Horologion en roumain.

L'horologion (grec ancien : Ὡρολόγιον, Orologion ; slavon d'Église : Часocлoвъ, Chasoslov ; roumain : Ceaslov) ou Livre des Heures est un rituel des Églises d'Orient – Églises orthodoxes et Églises catholiques orientales de rite byzantin. L'horologion ordonne les parties fixes du cycle des offices quotidiens. De nombreuses parties variables peuvent être insérées dans ce cadre fixe.
Au sens originel, un horologion (latin horologium) était tout procédé permettant de garder le temps, comme les cadrans solaires ou la Tour des Vents à Athènes.

## Description
L'horologion est d'abord un rituel à destination du lecteur et du chef de chœur (à la différence de l'euchologion). Il existe plusieurs sortes d'horologions ; le plus complet est le Grand Horologion (grec ancien : Ὡρολόγιον τò μέγα, Ôrologion to mega ; slavon d'Église : Великий Часословъ, Velikij Chasoslov ; roumain : Ceaslovul Mare). Il contient les parties fixes des Heures canoniales. Les parties du lecteur et du chantre sont indiquées en détail alors que les textes du diacre et du prêtre sont abrégés. Le Grand Horologion contient également les noms des saints commémorés tout au long de l'année avec leurs tropaires et kontakions, des propres pour les dimanches et les grandes fêtes extraits du Menaion, du Triodion et du Pentecostarion, ainsi que divers canons et autres prières. Le Grand Horologion est utilisé surtout dans les églises de langue grecque.
La plupart des autres versions de l'horologion sont plus brèves : elles indiquent les parties fixes des offices quotidiens en totalité, mais les autres textes sont très abrégés (on les trouve en intégralité dans les autres rituels). Ces textes contiennent en plus les prières du matin et du soir, les formes de la préparation à la Communion et les prières à dire après avoir reçu la Communion.

### Articles liés
- Typikon
- Acolouthia
- Heures canoniales
- Agpeya
- Shehimo